# Campo de prisioneros de guerra

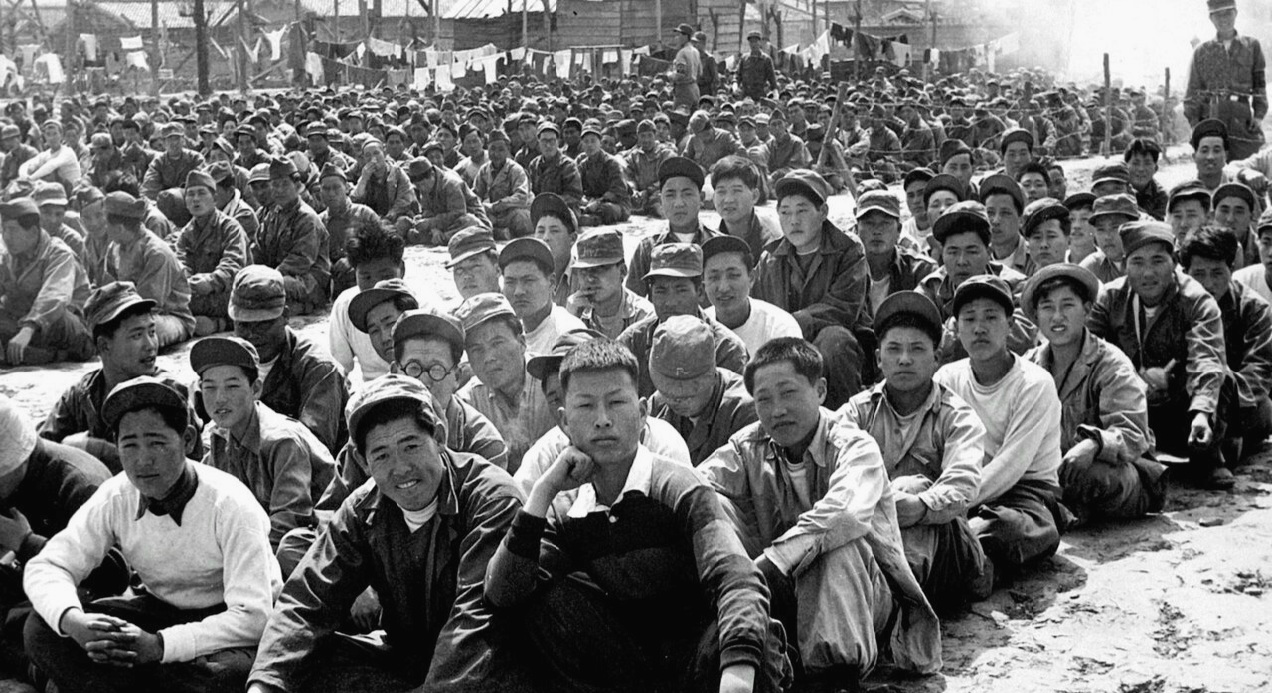
Prisioneros chinos y norcoreanos en el campo de las UN en Pusan

Un campo de prisioneros de guerra es un lugar de contención para las personas capturadas por el enemigo en tiempo de guerra. Un prisionero de guerra es generalmente un soldado, marinero o aviador encarcelado por una fuerza enemiga durante o inmediatamente después de un conflicto armado. También se considera al personal enemigo no combatiente, tal como marinos mercantes y tripulaciones aéreas civiles capturadas por el enemigo como prisioneros de guerra.
La principal función del campo de prisioneros es obtener información valiosa, documentos u otros con el fin de recopilar información enemiga para poder utilizarla a favor de las propias fuerzas.